# Frédéric Bouchard
Frédéric Bouchard (né le 30 juillet 1976 à Beauport, dans la province de Québec au Canada) est un joueur québécois de hockey sur glace.

## Carrière de joueur
Après avoir commencé sa carrière dans la Ligue de hockey junior majeur du Québec avec les Bisons de Granby, devenu plus tard les Prédateurs de Granby, il est échangé au Laser de Saint-Hyacinthe.
Il commence la saison 1996-1997 avec les Huskies de Rouyn-Noranda, puis il est échangé aux Saguenéens de Chicoutimi, équipe avec laquelle il connaît beaucoup de succès, notamment en séries éliminatoires où il obtient un impressionnant total de 51 points en 21 matchs.
À l’automne 1997, il commence sa carrière professionnelle, alors qu’il joue avec les K-Wings du Michigan de la Ligue internationale de hockey et les Bombers de Dayton de l'East Coast Hockey League.
Dans sa carrière il a joué soixante matchs dans la Ligue américaine de hockey avec les Bears de Hershey, les Falcons de Springfield et les Admirals de Milwaukee, en plus d’obtenir une moyenne de près d’un point par match avec les Komets de Fort Wayne de la United Hockey League.
Il a passé la saison 2002-2003 avec le Augsburger Panther de la DEL, puis il s’est joint la saison suivante au Radio X de Québec.
En 2006-2007, il a disputé quelques matchs avec les Dragons de Rouen de la Ligue Magnus, puis il est revenu dans la Ligue nord-américaine de hockey.
Après avoir porté les couleurs du CIMT de Rivière-du-Loup pendant la saison 2008-2009, il commence la saison suivante avec le CRS Express de Saint-Georges. Il dispute son dernier match le 4 décembre 2009.

## Statistiques
| Saison              | Équipe                       | Ligue               |     | Saison régulière | Saison régulière | Saison régulière | Saison régulière | Saison régulière |    | Séries éliminatoires | Séries éliminatoires | Séries éliminatoires | Séries éliminatoires | Séries éliminatoires |
| Saison              | Équipe                       | Ligue               | PJ  | B                | A                | Pts              | Pun              | PJ               | B  | A                    | Pts                  | Pun                  |                      |                      |
| 1993-1994           | Bisons de Granby             | LHJMQ               | 45  | 1                | 9                | 10               | 67               | 7                | 1  | 3                    | 4                    | 8                    |                      |                      |
| 1994-1995           | Bisons de Granby             | LHJMQ               | 70  | 17               | 49               | 66               | 190              | 13               | 3  | 6                    | 9                    | 20                   |                      |                      |
| 1995-1996           | Prédateurs de Granby         | LHJMQ               | 43  | 13               | 37               | 50               | 152              | -                | -  | -                    | -                    | -                    |                      |                      |
| 1995-1996           | Laser de Saint-Hyacinthe     | LHJMQ               | 23  | 7                | 10               | 17               | 48               | 12               | 3  | 8                    | 11                   | 38                   |                      |                      |
| 1996-1997           | Huskies de Rouyn-Noranda     | LHJMQ               | 6   | 1                | 5                | 6                | 6                | -                | -  | -                    | -                    | -                    |                      |                      |
| 1996-1997           | Saguenéens de Chicoutimi     | LHJMQ               | 50  | 33               | 62               | 95               | 87               | 21               | 22 | 29                   | 51                   | 42                   |                      |                      |
| 1997                | Saguenéens de Chicoutimi     | Coupe Memorial      | -   | -                | -                | -                | -                |                  |    |                      |                      |                      |                      |                      |
| 1997-1998           | K-Wings du Michigan          | LIH                 | 53  | 2                | 12               | 14               | 46               | -                | -  | -                    | -                    | -                    |                      |                      |
| 1997-1998           | Bombers de Dayton            | ECHL                | 3   | 1                | 2                | 3                | 0                | 5                | 1  | 5                    | 6                    | 2                    |                      |                      |
| 1998-1999           | Bombers de Dayton            | ECHL                | 50  | 3                | 18               | 21               | 75               | -                | -  | -                    | -                    | -                    |                      |                      |
| 1998-1999           | K-Wings du Michigan          | LIH                 | 3   | 0                | 1                | 1                | 17               | -                | -  | -                    | -                    | -                    |                      |                      |
| 1999-2000           | K-Wings du Michigan          | LIH                 | 1   | 0                | 0                | 0                | 0                | -                | -  | -                    | -                    | -                    |                      |                      |
| 1999-2000           | Komets de Fort Wayne         | UHL                 | 71  | 33               | 41               | 74               | 78               | 13               | 5  | 3                    | 8                    | 18                   |                      |                      |
| 2000-2001           | Admirals de Milwaukee        | LIH                 | 5   | 0                | 0                | 0                | 8                | -                | -  | -                    | -                    | -                    |                      |                      |
| 2000-2001           | Bears de Hershey             | LAH                 | 1   | 0                | 0                | 0                | 2                | -                | -  | -                    | -                    | -                    |                      |                      |
| 2000-2001           | Falcons de Springfield       | LAH                 | 12  | 5                | 5                | 10               | 24               | -                | -  | -                    | -                    | -                    |                      |                      |
| 2000-2001           | Komets de Fort Wayne         | UHL                 | 56  | 26               | 33               | 59               | 88               | 7                | 1  | 3                    | 4                    | 6                    |                      |                      |
| 2001-2002           | Komets de Fort Wayne         | UHL                 | 19  | 5                | 6                | 11               | 22               | -                | -  | -                    | -                    | -                    |                      |                      |
| 2001-2002           | Admirals de Milwaukee        | LAH                 | 47  | 6                | 13               | 19               | 36               | -                | -  | -                    | -                    | -                    |                      |                      |
| 2002-2003           | Augsburger Panther           | DEL                 | 34  | 2                | 10               | 12               | 30               | -                | -  | -                    | -                    | -                    |                      |                      |
| 2003-2004           | Komets de Fort Wayne         | UHL                 | 10  | 5                | 5                | 10               | 8                | 4                | 1  | 0                    | 1                    | 4                    |                      |                      |
| 2003-2004           | Radio X de Québec            | LHSMQ               | 50  | 18               | 48               | 66               | 58               | 6                | 4  | 2                    | 6                    | 10                   |                      |                      |
| 2004-2005           | Radio X de Québec            | LNAH                | 60  | 23               | 53               | 76               | 44               | 14               | 4  | 12                   | 16                   | 8                    |                      |                      |
| 2005-2006           | Radio X de Québec            | LNAH                | 54  | 25               | 68               | 93               | 67               | 10               | 1  | 8                    | 9                    | 16                   |                      |                      |
| 2006-2007           | Dragons de Rouen             | Ligue Magnus        | 6   | 2                | 2                | 4                | 14               | -                | -  | -                    | -                    | -                    |                      |                      |
| 2006-2007           | Radio X de Québec            | LNAH                | 41  | 21               | 42               | 63               | 44               | 4                | 2  | 2                    | 4                    | 10                   |                      |                      |
| 2007-2008           | Radio X de Québec            | LNAH                | 52  | 11               | 54               | 65               | 60               | 13               | 5  | 8                    | 13                   | 18                   |                      |                      |
| 2008-2009           | CIMT de Rivière-du-Loup      | LNAH                | 41  | 12               | 33               | 45               | 72               | 5                | 2  | 6                    | 8                    | 4                    |                      |                      |
| 2009-2010           | CRS Express de Saint-Georges | LNAH                | 20  | 6                | 8                | 14               | 46               | -                | -  | -                    | -                    | -                    |                      |                      |
| Totaux LHSMQ / LNAH | Totaux LHSMQ / LNAH          | Totaux LHSMQ / LNAH | 318 | 116              | 306              | 422              | 391              | 52               | 18 | 38                   | 56                   | 66                   |                      |                      |

## Trophées et honneurs personnels
- Ligue nord-américaine de hockey
  - 2004-2005 : remporte la Coupe Futura avec le Radio X de Québec.
  - 2005-2006 : remporte le Trophée Éric Messier remis au meilleur défenseur de la ligue et élu sur l'équipe d'étoiles.
  - 2006-2007 : sélectionné dans l'équipe d'étoiles.
  - Au terme de la saison 2012-2013, il figure au 17e rang dans l'histoire de la ligue pour le plus grand nombre de mentions d'aides (306 passes)[4] et au 27e rang pour le nombre de points (422 ponts).
- Ligue de hockey junior majeur du Québec
  - 1996-1997 : participe à la Coupe Memorial et élu dans la deuxième équipe d'étoiles avec les Saguenéens de Chicoutimi.